# Untersiggenthal
Untersiggenthal (schweizertyska: Undersiggetal) är en ort och kommun i distriktet Baden i kantonen Aargau, Schweiz. Kommunen har 7 615 invånare (2023).